# Лысьвенский муниципальный округ
Лы́сьвенский муниципальный округ — муниципальное образование в Пермском крае России. Административный центр — город Лысьва.
В рамках административно-территориального устройства округ соответствует административно-территориальной единице город краевого значения Лы́сьва.

## География
Округ расположен на юго-востоке Пермского края, на западном склоне Уральских гор. Площадь составляет более 3,7 тыс. км².

## История
В 1924—1931, 1941—1948 и 1965—2001 годах существовал Лысьвенский район с центром в городе Лысьва, который с 1931 года стал городом областного значения и затем не входил в состав района.
В 1931—1941, 1948—1965 годах Лысьвенскому горсовету напрямую подчинялись советы и населённые пункты упразднённого в эти периоды района.
В 1963 году территория, подчинённая Лысьве, составляла 2900 км², а население — 101,4 тыс. человек, в том числе сельское 20,3 тыс. и городское 81,1 тыс., из которых в собственно городе — 77,3 тыс. человек; здесь находилось 109 населённых пунктов, в том числе 1 город, 1 рабочий посёлок (Кын) и 107 сельских населённых пунктов; они объединялись соответственно в 1 горсовет (Лысьвенский), 1 поссовет (Кынский) и 5 сельсоветов: Заимский, Кормовищенский, Кумышанский, Липовский, Новорождественский.
При восстановлении района как в 1940-е, так и в 1960—1980-е годы райсовет и райисполком не образовывались, в связи с чем управление поссоветом и сельсоветами в районе осуществлял горсовет и горисполком соответственно.
В 2001 году Лысьвенский район был упразднён, а все его населённые пункты были напрямую подчинены городу областного (с 2005 года краевого) значения Лысьве.

## Население
| 2000    | 2002    | 2005    | 2006    | 2007    | 2008    | 2009    | 2010    | 2011    |
| ------- | ------- | ------- | ------- | ------- | ------- | ------- | ------- | ------- |
| 88 920  | ↘85 905 | ↘84 918 | ↘84 200 | ↘83 600 | ↘82 921 | ↘82 303 | ↘69 903 | ↗78 035 |
| 2012    | 2013    | 2014    | 2015    | 2016    | 2017    | 2018    | 2019    | 2020    |
| ↘68 975 | ↗76 194 | ↘75 586 | ↘74 960 | ↘74 371 | ↘73 766 | ↘72 765 | ↘71 772 | ↘71 030 |
| 2021    | 2023    |         |         |         |         |         |         |         |
| ↘62 622 | ↘61 656 |         |         |         |         |         |         |         |

### Национальный состав
Русские — 90,2 %; татары — 6,8 %.

### Урбанизация
Городское население (город Лысьва) составляет 86,05 % населения округа.

## Населённые пункты
В состав округа входят 60 населённых пунктов: 1 городской и 59 сельских населённых пунктов.
| №  | Населённый пункт   | Тип              | Население |
| -- | ------------------ | ---------------- | --------- |
| 1  | Аитково            | деревня          | 236       |
| 2  | Большая Лысьва     | деревня          | 108       |
| 3  | Большая Шадейка    | деревня          | 41        |
| 4  | Большой Бизь       | деревня          | 20        |
| 5  | Большой Кумыш      | деревня          | 0         |
| 6  | Вакса              | деревня          | 60        |
| 7  | Валюшино           | деревня          | 14        |
| 8  | Верх-Култым        | деревня          | 234       |
| 9  | Верх-Лысьва        | посёлок          | ↗118      |
| 10 | Верхний Кысмыл     | деревня          | ↗1        |
| 11 | Волокушино         | деревня          | 18        |
| 12 | Воскресенцы        | деревня          | 77        |
| 13 | Выломово           | деревня          | 6         |
| 14 | Грязнуха           | деревня          | 13        |
| 15 | Дуброво            | деревня          | 181       |
| 16 | Заимка             | деревня          | 415       |
| 17 | Зарихино           | деревня          | 25        |
| 18 | Захарово           | деревня          | 18        |
| 19 | Каменный Лог       | деревня          | 22        |
| 20 | Канабеки           | село             | 340       |
| 21 | Кержаковка         | деревня          | 7         |
| 22 | Кордон-Терси       | посёлок          | 0         |
| 23 | Кормовище          | посёлок          | ↘1337     |
| 24 | Кумыш              | посёлок станции  | 223       |
| 25 | Кын                | посёлок          | ↘1321     |
| 26 | Кын                | село             | ↘576      |
| 27 | Липовая I          | деревня          | 808       |
| 28 | Липовая II         | деревня          | 76        |
| 29 | Ломовка            | посёлок          | 251       |
| 30 | Лысьва             | город            | ↘53 057   |
| 31 | Лязгино            | деревня          | 15        |
| 32 | Лязгино            | посёлок разъезда | 0         |
| 33 | Малая Шадейка      | деревня          | 89        |
| 34 | Матвеево           | село             | 238       |
| 35 | Маховляне          | деревня          | 303       |
| 36 | Мишариха           | посёлок          | 107       |
| 37 | Нахратово          | деревня          | 28        |
| 38 | Невидимка          | посёлок          | 810       |
| 39 | Нижний Брусяк      | посёлок          | 0         |
| 40 | Новорождественское | село             | 319       |
| 41 | Новый Бизь         | деревня          | 8         |
| 42 | Обманка I          | посёлок          | 71        |
| 43 | Обманка II         | посёлок          | 698       |
| 44 | Олени              | деревня          | 154       |
| 45 | Откормочная ферма  | деревня          | 278       |
| 46 | Паинцы             | деревня          | 62        |
| 47 | Парканы            | деревня          | 9         |
| 48 | Поповка            | деревня          | 34        |
| 49 | Рассоленки         | посёлок          | 646       |
| 50 | Сергино            | деревня          | 11        |
| 51 | Симаново           | деревня          | 59        |
| 52 | Сова               | деревня          | 400       |
| 53 | Сова               | посёлок          | 3         |
| 54 | Сокол              | дом отдыха (нп)  | 48        |
| 55 | Сосновое Болото    | деревня          | 18        |
| 56 | Соя                | деревня          | 10        |
| 57 | Талка              | деревня          | 0         |
| 58 | Чебота             | деревня          | 41        |
| 59 | Чукбаш             | деревня          | 18        |
| 60 | Шаква              | посёлок          | 235       |

### Упразднённые населённые пункты
В 2005 году упразднены как фактически прекратившие существование деревни Шиши и Саликова Гора, посёлок Турбаза и посёлки разъезда 31 км и 72 км; в 2009 году — деревня Северная.

## Муниципальное устройство
В рамках организации местного самоуправления на территории, подчинённой городу краевого значения, образован Лысьвенский муниципальный округ.
Первоначально, в 2004—2011 годах, был Лысьвенский муниципальный район, в состав которого входили Лысьвенское городское и Кормовищенское, Кыновское и Новорождественское сельские поселения. В 2011 году муниципальный район и все входившие в его состав поселения были объединены в единое муниципальное образование — Лысьвенский городской округ. С 1 января 2025 года городской округ был преобразован в муниципальный.

## Экономика
Промышленность района представлена следующими отраслями:
- машиностроение для легкой и пищевой промышленности и бытовых приборов — 42,76 %;
- машиностроение — 18,79 %;
- чёрная металлургия — 11,69 %;
- электроэнергетика — 11,7 %.